# Janet Edeme
Janet Edeme là một nhà khoa học nông nghiệp và nhà thực vật học người Nigeria, làm việc với tư cách là Giám đốc Sở Kinh tế Nông thôn và Nông nghiệp tại Ủy ban Liên minh Châu Phi (AUC/DREA), có trụ sở tại Addis Ababa, Ethiopia. AUC/DREA là một bộ phận trong liên minh châu Phi, chịu trách nhiệm thúc đẩy phát triển nông thôn bền vững thông qua nông nghiệp và cải thiện an toàn thực phẩm trên khắp châu Phi.

## Tiểu sử và giáo dục
Edeme là người Nigeria được sinh ra, lớn lên và được đào tạo tại quê nhà của mình. Bà có bằng Thạc sĩ Khoa học về Sinh học Nông nghiệp chuyên về Bệnh học thực vật, được trao bởi Đại học Ibadan. Bằng Tiến sĩ Triết học của bà đã được trao tặng bởi Đại học Ibadan, Đại học Texas A&M tại College Station, Texas, Hoa Kỳ và bởi Viện quốc tế về nông nghiệp nhiệt đới (IITA) ở Ibadan.

## Sự nghiệp
Các công trình và nghiên cứu của Edeme tập trung vào lĩnh vực khoa học nông nghiệp. Bà đã thực hiện nghiên cứu sau tiến sĩ tại Viện Nghiên cứu Chăn nuôi Quốc tế (ILRI) ở Nairobi, Kenya. Bà giảng dạy tại trường cũ của mình là Đại học Ibadan. Bà cũng từng phục vụ với tư cách là cố vấn cho các tổ chức quốc tế bao gồm Chương trình Liên hợp quốc về HIV / AIDS (UNAIDS) và Tổ chức Lương thực và Nông nghiệp Liên hiệp quốc (FAO).